# Stephen Malinowski
Stephen Anthony Malinowski (ur. 6 sierpnia 1953 w Santa Monica) – amerykański kompozytor, pianista, nauczyciel, inżynier oprogramowania i wynalazca.
Najbardziej znany dzięki wizualizacji muzyki i stworzeniu programu komputerowego „Music Animation Machine”, który generuje animowane wykresy nut. Opracował metodę przekształcania informacji zawartych w pliku MIDI na układ kolorowych kształtów.  Współpracował z takimi artystami jak Vincent Lo, Alexander Peskanov, Björk i Del Sol Quartet.
Malinowski studiował teorię muzyki i kompozycję u Thea Musgrave'a, Petera Racine’a Frickera, Stanleya Dale'a Krebsa i Davida Bartona w College of Creative Studies na University of California, Santa Barbara, gdzie otrzymał B.M. w 1981 i został gościnnym wykładowcą w latach 1981-1982.
Swoje doświadczenia z animowaną prezentacją nut rozpoczął w 1974 po zażyciu LSD i słuchaniu muzyki Jana Sebastiana Bacha. Pierwsza wersja programu „Music Animation Machine” została stworzona w 1985. W 1984 rozpoczął pracę jako inżynier oprogramowania. W 1990 Malinowski zaczął sprzedaż taśm video ze swoimi animacjami, a Classic Arts Showcase rozpoczęło ich nadawanie. W 2001 rozpoczął prace nad inspirowanymi psychoakustycznie algorytmami przetwarzania dźwięku.
W 2012 utworzył wersję programu „Music Animation Machine”, która mogła synchronizować generowane animacje z utworami wykonywanymi na żywo, co publicznie przedstawił 12 i 13 października z Nuremberg Symphony Orchestra dyrygowaną przez Alexandera Shelleya. Tę samą technologię zaprezentował na konferencji TEDx w Zurychu.
Jego animacje zostały pokazane przez Björk, a także na konferencji TEDx w Zurychu.
Do 25 października 2012, jego kanał na YouTube przedstawiający animowane wykresy muzyki osiągnął ponad 100 milionów odsłon.